# メルボルン・パーク
メルボルン・パーク（Melbourne Park）は、オーストラリア・ビクトリア州メルボルンに位置するスポーツ競技場。CBDの南東、ヤラ川沿いに立地する。1988年設立。
全豪オープン（テニス）開催地（毎年1月・2月）、メルボルン・ユナイテッド（バスケットボール）のホームアリーナ、アイススケート、自転車競技、モータースポーツ、音楽イベントも催される。フリンダースパークの旧称でも知られる。

## 主なコート
- 「ロッド・レーバー・アリーナ」（センターコート、収容人数：14,820人[1]）
- 「ジョン・ケイン・アリーナ」（収容人数：10,500人[1]）
- 「マーガレット・コート・アリーナ」（収容人数：7,500人[1]）
- 「Kiaアリーナ (en) 」（コート1、2022年開設、収容人数：5,000人[2][3]）
- 「1573アリーナ (en) 」（コート2、収容人数：3,000人[4]）
- 「コート3 (en) 」（収容人数：3,000人[4]）

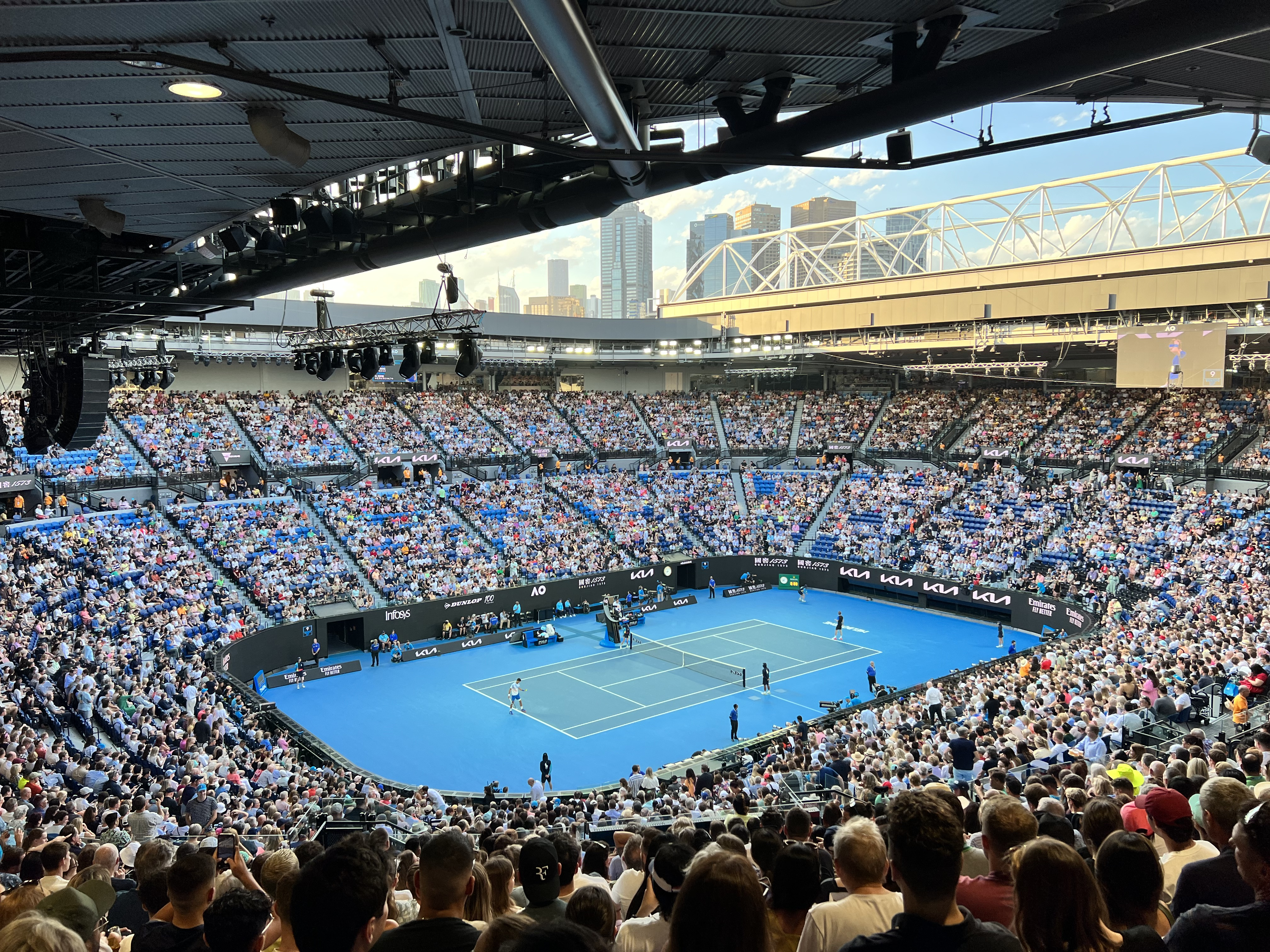
ロッド・レーバー・アリーナ
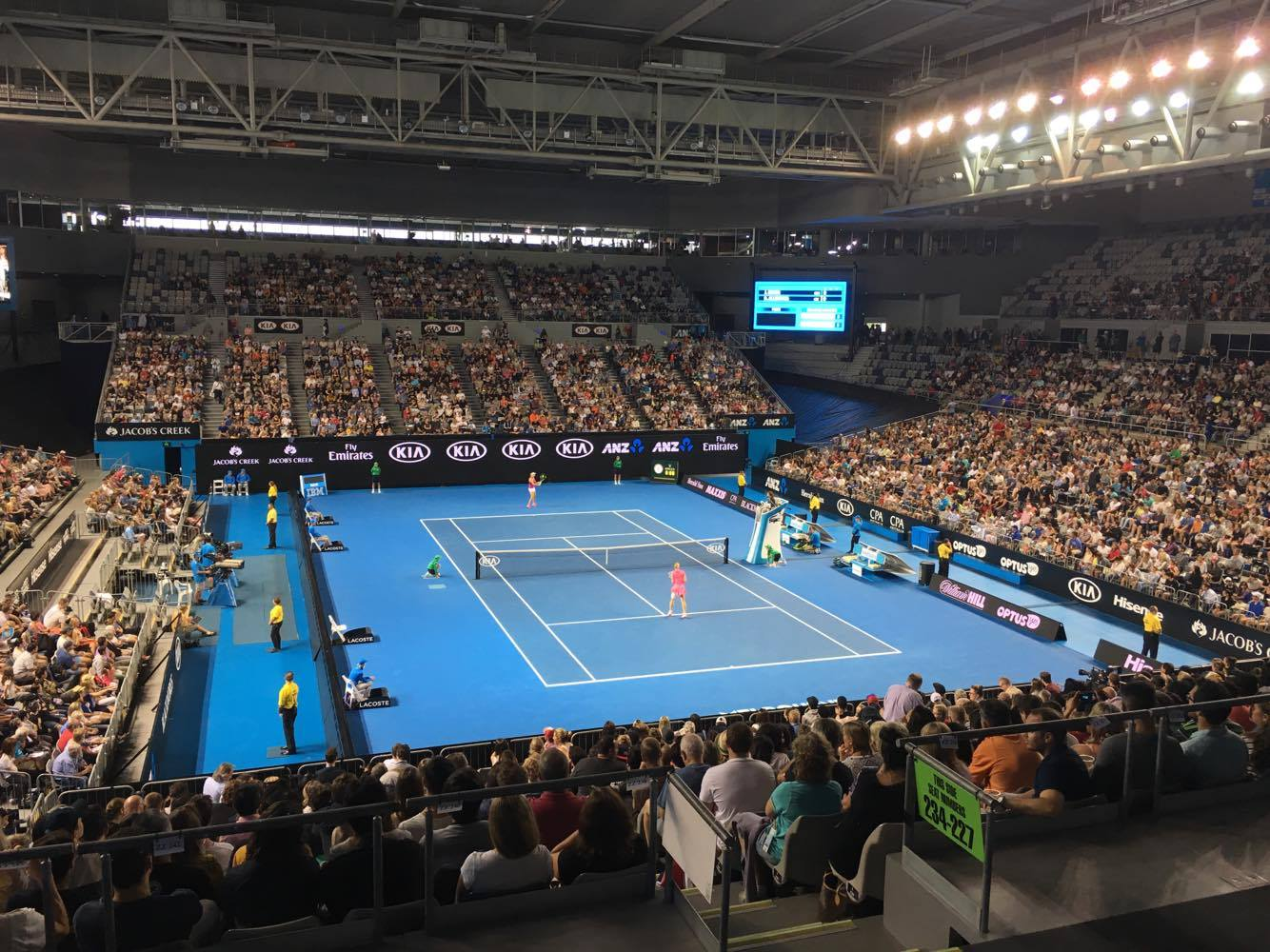
ジョン・ケイン・アリーナ
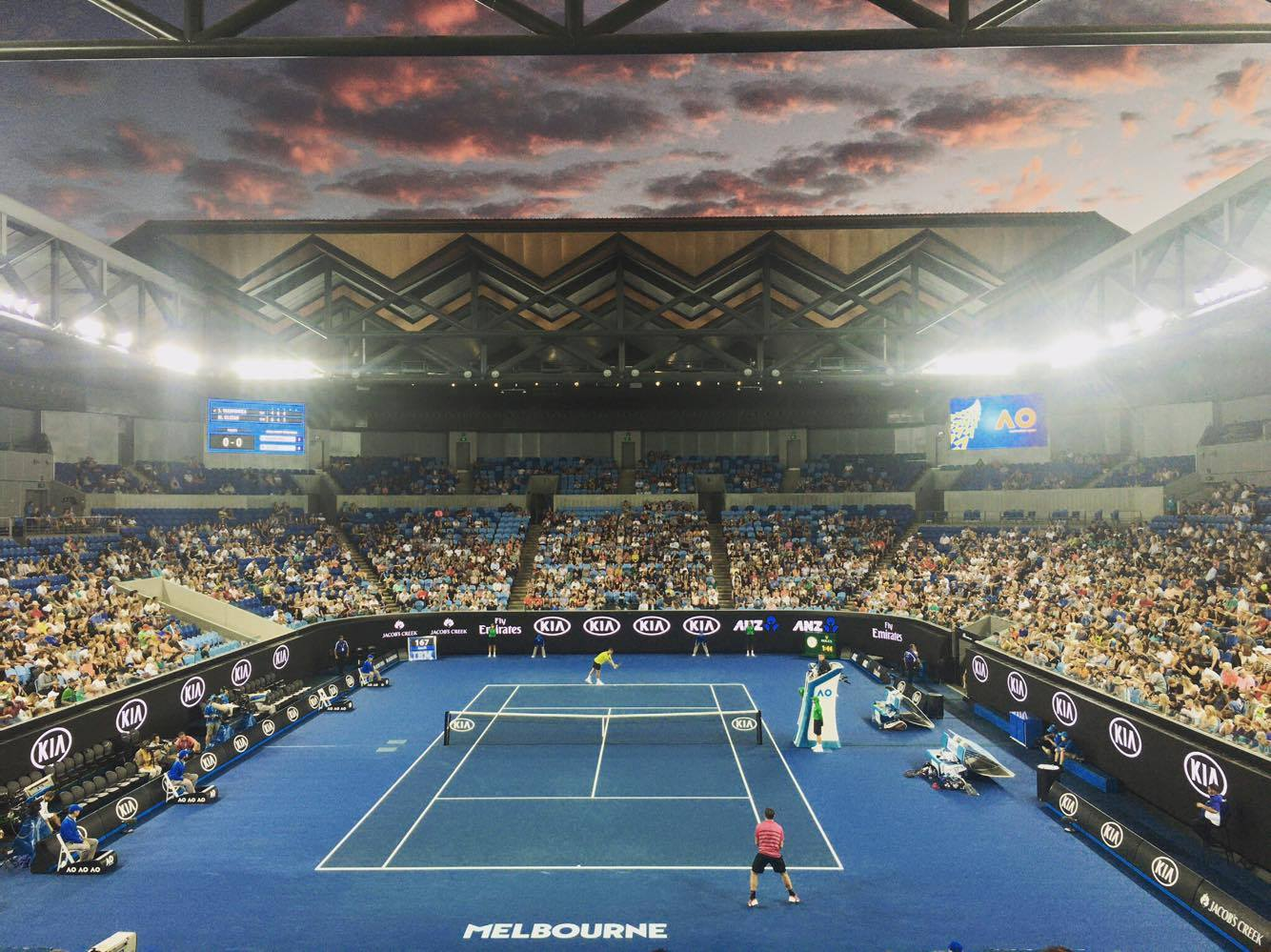
マーガレット・コート・アリーナ
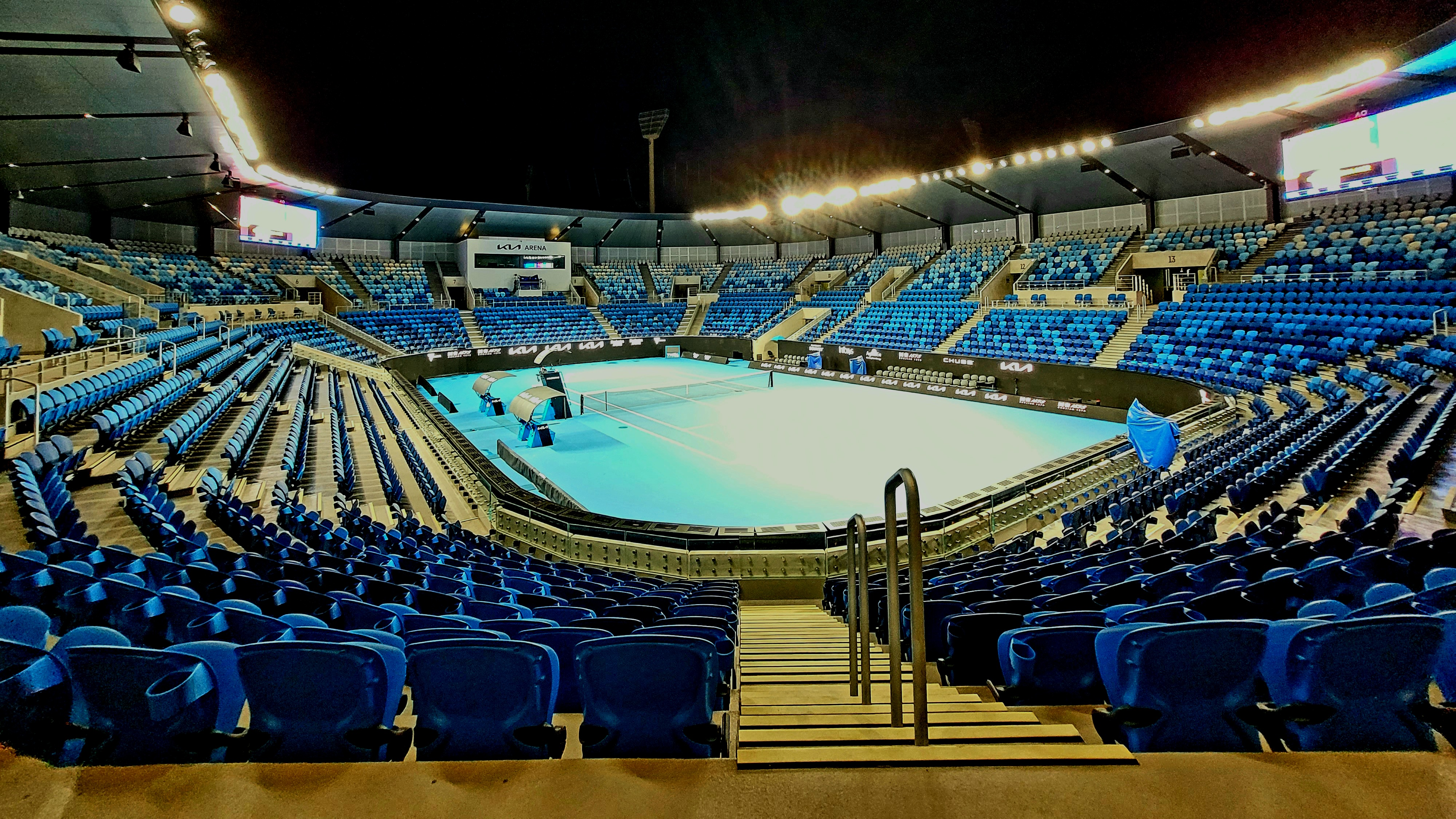
Kiaアリーナ
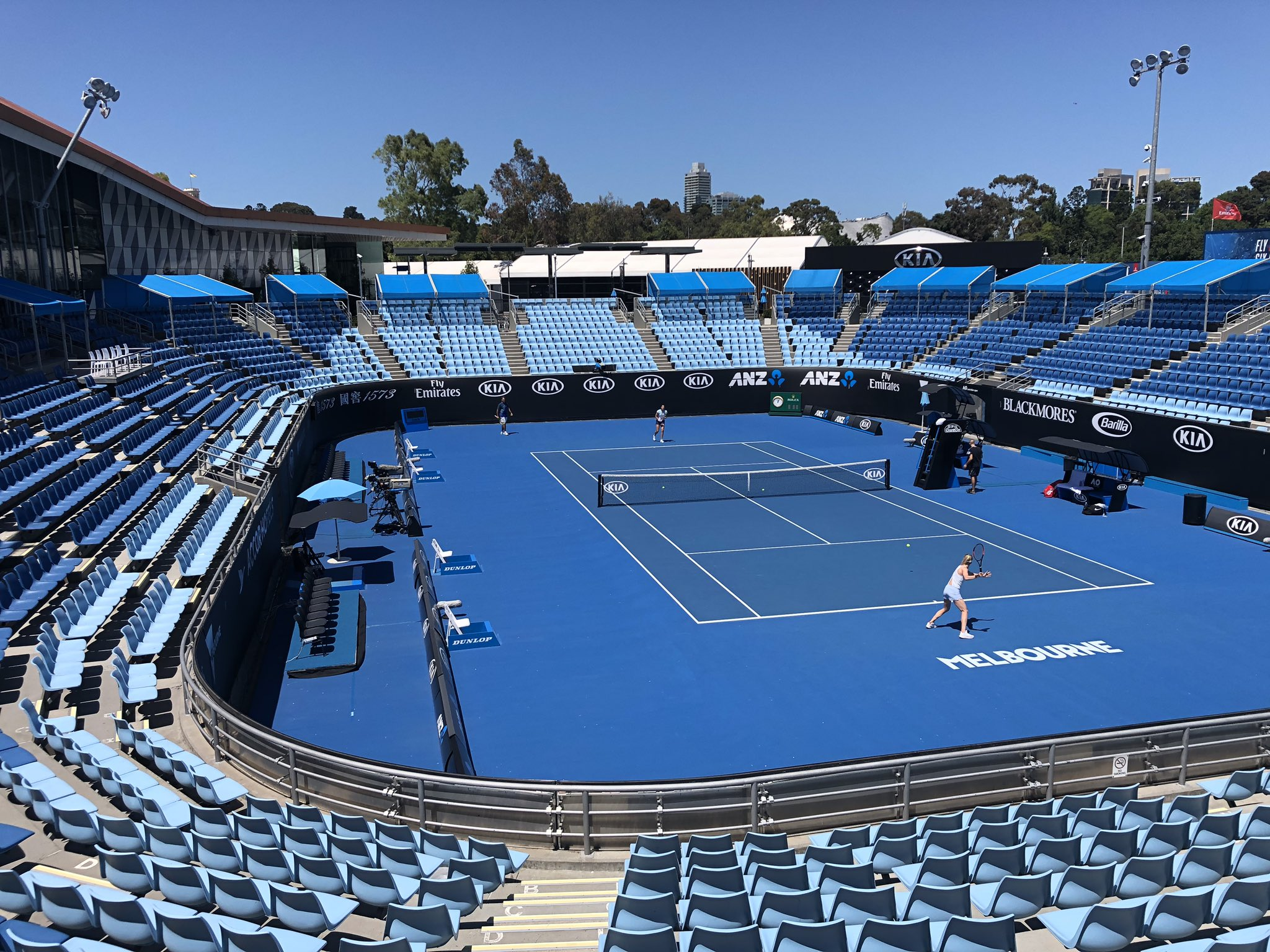
1573アリーナ
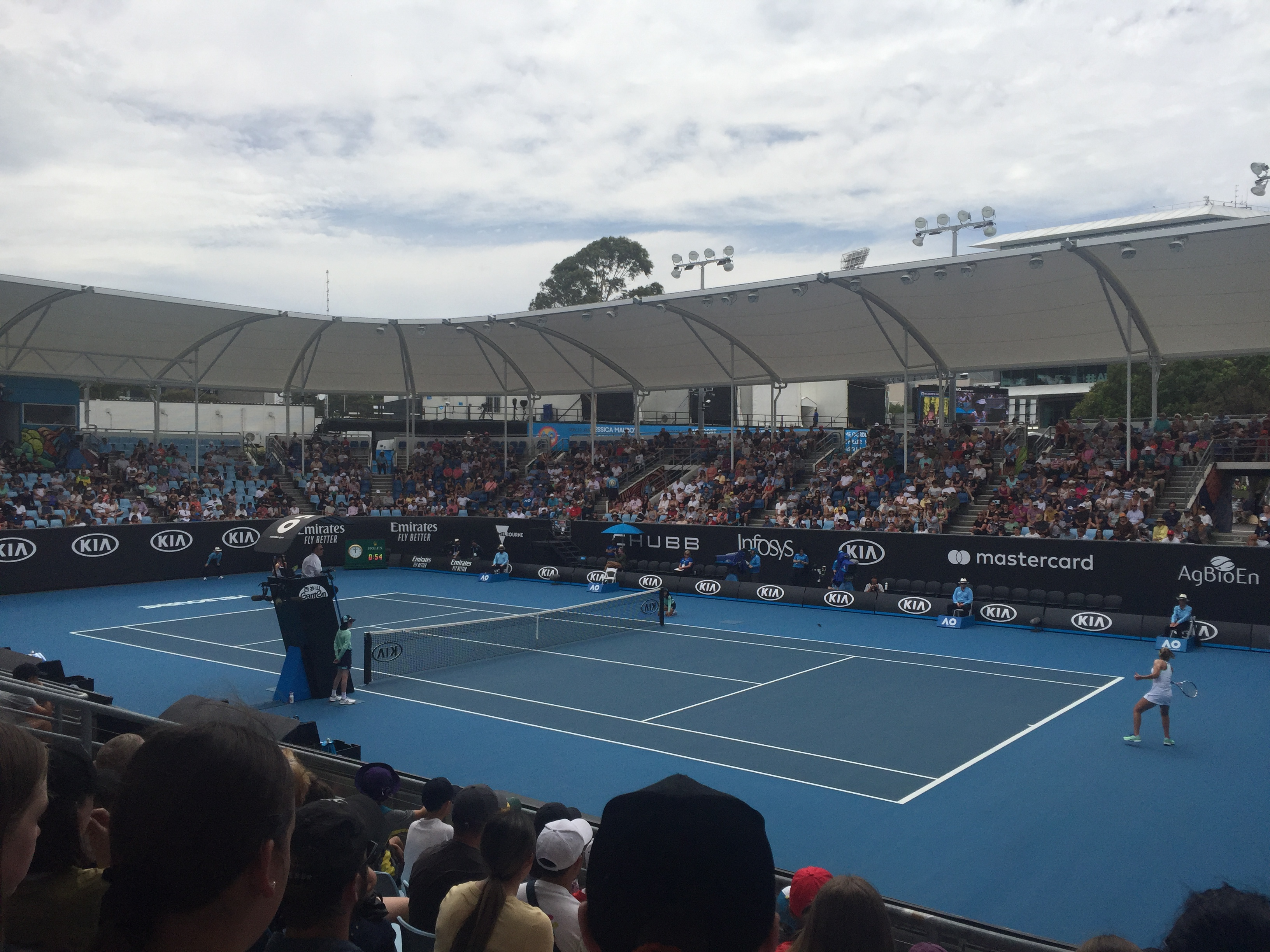
コート3

## 隣接地点
- メルボルン・クリケット・グラウンド
- リッチモンド駅
- ジョリモント駅

CBD（市中心部）からトラムで5分、徒歩で10分の距離にある。